# Morito Tatsuo

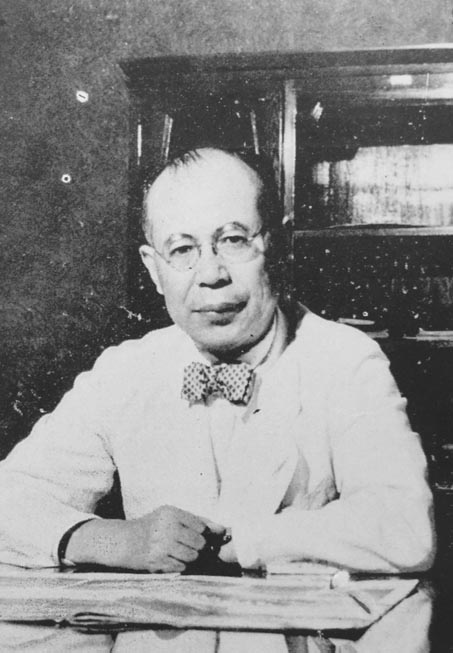
Morito Tatsuo

Morito Tatsuo (japanisch 森戸 辰男; geboren 23. Dezember 1888 in der Präfektur Hiroshima; gestorben 28. Mai 1984 in Tōkyō) war ein japanischer Wissenschaftler, Denker und Erzieher.

## Leben und Wirken
Morito Tatsuo machte 1914 seinen Studienabschluss an der Universität Tōkyō und wurde Assistenzprofessor in der Fakultät für Wirtschaftswissenschaften an seiner Alma Mater. 1920 musste er wegen Verstoßes gegen das Zeitungsgesetz (新聞紙法, Shimbun-shi hō) die Universität verlassen und verbrachte kurze Zeit im Gefängnis. Nach seiner Entlassung aus dem Gefängnis begann er 1921 am „Ōhara Institute of Social Rearch“ (大原社会問題研究所, Ōhara shakai mondai kenkyūjo) der Hōsei-Universität zu arbeiten. Er verbrachte zwei Jahre in Deutschland und arbeitete nach seiner Rückkehr weiter in dem Institut, ließ sich aber auch bewegen, sich um die Ausbildung von Arbeitern zu kümmern.
Nach dem Pazifikkrieg wurde Morito als Mitglied der Sozialistischen Partei Japans drei Wahlperioden Mitglied des Abgeordnetenhauses. Von Mai 1947 bis Oktober 1948 war er Kultusminister im Kabinett Katayama und im Kabinett Ashida. Danach war er erster Präsident der 1949 gegründeten Universität Hiroshima, von der er als „Meiyo Kyōju“ verabschiedet wurde. Er war Vorsitzender der „Japan Scholar Foundation“ und des „Central Council for Education“.
1971 wurde Morito als Person mit besonderen kulturellen Verdiensten geehrt.